# Marion (Ohio)
Pour les articles homonymes, voir Marion.
Marion est le siège du comté de Marion, situé dans l'État de l'Ohio, aux États-Unis.

## Personnalité liée à la ville
- Marilyn Meseke (Miss America 1938)